# Jamal Triki
Jamal Triki est un footballeur marocain né le 4 mars 1979 à Khouribga au Maroc. Il évolue au poste d'attaquant en faveur du club du Fus de Rabat

## Biographie
Après avoir évolué à l'Olympique de Khouribga, il joue en faveur des FUS de Rabat avec laquelle il a été vainqueur de la coupe du Trône et de la coupe de la Caf